# Select (album)
Select è il secondo album, del 1982, della cantante inglese Kim Wilde.
L'album contiene il brano Cambodia, pubblicato su 45 giri, uno dei maggiori successi della Wilde.

## Tracce
1. Ego – 4:11
2. Words Fell Down – 3:31
3. Action City – 3:25
4. View from a Bridge – 3:32
5. Just a Feeling – 4:12
6. Chaos at the Airport – 3:20
7. Take Me Tonight – 3:56
8. Can You Come Over – 3:35
9. Wendy Sadd – 3:49
10. Cambodia & Reprise – 7:13